# Thomas Algernon Chapman
Pour les articles homonymes, voir Chapman.
Thomas Algernon Chapman est un médecin et un entomologiste britannique, né le 2 juillet 1842 à Glasgow et mort le 17 décembre 1921 à Reigate, Surrey.

## Biographie
Il étudie la médecine à Édimbourg et à Glasgow avant de travailler comme médecin au Glasgow Royal Infirmary. Il part ensuite à Abergavenny où il travaille dans un asile. Il prend plus tard la direction de l’asile de la ville d’Hereford, fonction qu’il conserve jusqu’à sa retraite en 1897. Il se retire alors chez ses deux sœurs non mariées qui vivaient à Reigate.
Il se consacre à l’étude des lépidoptères, principalement les Lycaenidae, du continent jusqu’à la Première Guerre mondiale. Il s’intéresse également aux microlépidoptères, notamment ceux des familles de Tortricidae et de Psychidae ainsi qu’occasionnellement aux diptères, coléoptères et hyménoptères. Il fait paraître ses premiers articles en collaboration avec son père, passionné également d’histoire naturelle.
Sa démarche a toujours été scientifiquement très rigoureuse, choisissant ainsi ses voyages en fonction des espèces qu’il souhaitait étudier. Il examinait sous le microscope les génitalias des papillons. Contrairement à nombre de ses collègues, il n’a point constitué de collection, préférant donner à ceux-ci ses spécimens une fois leur étude terminée. Son nom reste associé à la découverte de la relation particulière unissant les chenilles de Phengaris arion (Linnaeus, 1758) et les fourmis du genre Myrmica.
Chapman devient membre de la Royal Entomological Society en 1891, de la Zoological Society of London et de la Royal Society le 2 mai 1918.

## Source
- Michael A. Salmon, Peter Marren et Basil Harley (2000). The Aurelian Legacy. British Butterflies and their Collectors. Harley Books (Colchester) : 432 p.